# Azriel Levy
Azriel Levy (hebräisch עזריאל לוי, deutsche Transkription Azriel Lewi; * 1934 in Haifa) ist ein israelischer mathematischer Logiker, der sich insbesondere mit axiomatischer Mengenlehre beschäftigt.

## Leben und Werk
Levy promovierte 1958 an der Hebräischen Universität Jerusalem bei Abraham Fraenkel und Abraham Robinson (Contributions to the Metamathematics of Set Theory). 1958/1958 war er als Post-Doktorand und Sloan Fellow am Massachusetts Institute of Technology. 1959 bis 1961 war er Assistant Professor an der University of California, Berkeley. Ab 1961 war er an der Hebrew University, wo er Professor für Mathematik wurde und seit 2003 Professor emeritus ist. Er war Gastprofessor unter anderem an der Yale University und der University of California, Los Angeles.
Levy leistete fundamentale Beiträge zur axiomatischen Mengenlehre. Von ihm stammen eine Theorie der relativen Konstruierbarkeit, die Levy-Hierarchie und das Konzept des Levy-Kollaps von Kardinalzahlen. Er war einer der ersten, der neben Solomon Feferman Cohens Forcing-Methode nach deren Einführung Anfang der 1960er Jahre anwandte. Er bewies zum Beispiel mit James Halpern 1971, dass das Ultrafilterlemma als Axiom nicht das Auswahlaxiom zur Folge hat. Da es umgekehrt aus dem Auswahlaxiom folgt und unabhängig von der Zermelo-Fraenkel-Mengenlehre ist, ist es ein schwächeres Axiom als das Auswahlaxiom, aber nicht zu ZF redundant.
Er schrieb ein Lehrbuch der Axiomatischen Mengenlehre, nachdem er schon 1973 die Neuauflage des klassischen Lehrbuchs seines Lehrers Abraham Fraenkel und von Yehoshua Bar-Hillel besorgt hatte.
Mit Robert Solovay zeigte er, dass messbare Kardinalzahlen ihre Eigenschaften auch bei milden Forcing-Erweiterungen behalten. Diese Resultate trugen zur Überzeugung bei, das die einfache Hinzunahme von Axiomen großer Kardinalzahlen zur Zermelo-Fraenkel-Mengenlehre die Kontinuumshypothese nicht entscheiden könne.
1962 hielt er einen Vortrag auf dem Internationalen Mathematikerkongress in Stockholm (The interdependence of some consequences of the axiom of choice).
Zu seinen Doktoranden zählen Menachem Magidor, Moti Gitik und Dov Gabbay.

## Schriften
- A Hierarchy of formulas in set theory (= Memoirs of the American Mathematical Society. 57, ISSN 0065-9266). American Mathematical Society, Providence RI 1965, doi:10.1090/memo/0057.
- Basic Set Theory. Springer, Berlin u. a. 1979, ISBN 3-540-08417-7 (Wieder: Dover Publications, Mineola NY 2002, ISBN 0-486-42079-5).
- Mathematische Logik. Academon Press, Jerusalem 1997, (hebräisch).